# Gliese 180
Gliese 180 – gwiazda w gwiazdozbiorze Erydanu. Znajduje się w odległości około 39 lat świetlnych od Słońca. Ma układ planetarny.

## Charakterystyka
Jest to czerwony karzeł, gwiazda ciągu głównego o typie widmowym M3. Ma temperaturę około 3371 K i masę 43% masy Słońca, a jej jasność to ok. 2% jasności Słońca.

## Układ planetarny
W 2014 roku ogłoszono odkrycie dwóch planet okrążających tę gwiazdę (Gliese 180 b i c), a w 2020 roku wykryto trzecią (Gliese 180 d), nie potwierdzając jednak istnienia drugiej planety. Wszystkich detekcji dokonano metodą pomiaru zmian prędkości radialnej gwiazdy. Sygnały wskazują, że gwiazdę okrążają tzw. superziemie, planety 6–8 razy masywniejsze od Ziemi. Zewnętrzna, potwierdzona planeta d krąży w obrębie ekosfery gwiazdy. Jeżeli planeta c także istnieje, to i ona znajduje się w ekosferze, a otrzymując strumień promieniowania równy 0,78 docierającego do Ziemi ma współczynnik podobieństwa do Ziemi równy 0,70.
| Towarzysz | Masa [ M🜨 ]  | Okres orbitalny [ d ] | Półoś wielka [ au ] | Ekscentryczność |
| b         | 6,8 +1,4−1,8 | 17,132 +0,008−0,006   | 0,092 +0,007−0,008  | 0,02 +0,14−0,01 |
| c?        | 6,4 +3,7−4,1 | 24,329 +0,052−0,066   | 0,129 +0,007−0,017  | 0,09 +0,20−0,09 |
| d         | 7,5 +2,7−2,3 | 106,34 +0,26−0,34     | 0,310 +0,022−0,026  | 0,16 +0,06−0,07 |